# مارك باغلي
مارك باغلي (بالإنجليزية: Mark Bagley)‏ هو فنان قصص مصورة أمريكي، ولد في 7 أغسطس 1957 في فرانكفورت في ألمانيا.

## وصلات خارجية
- مارك باغلي على موقع IMDb (الإنجليزية)